# 伊洛维克岛

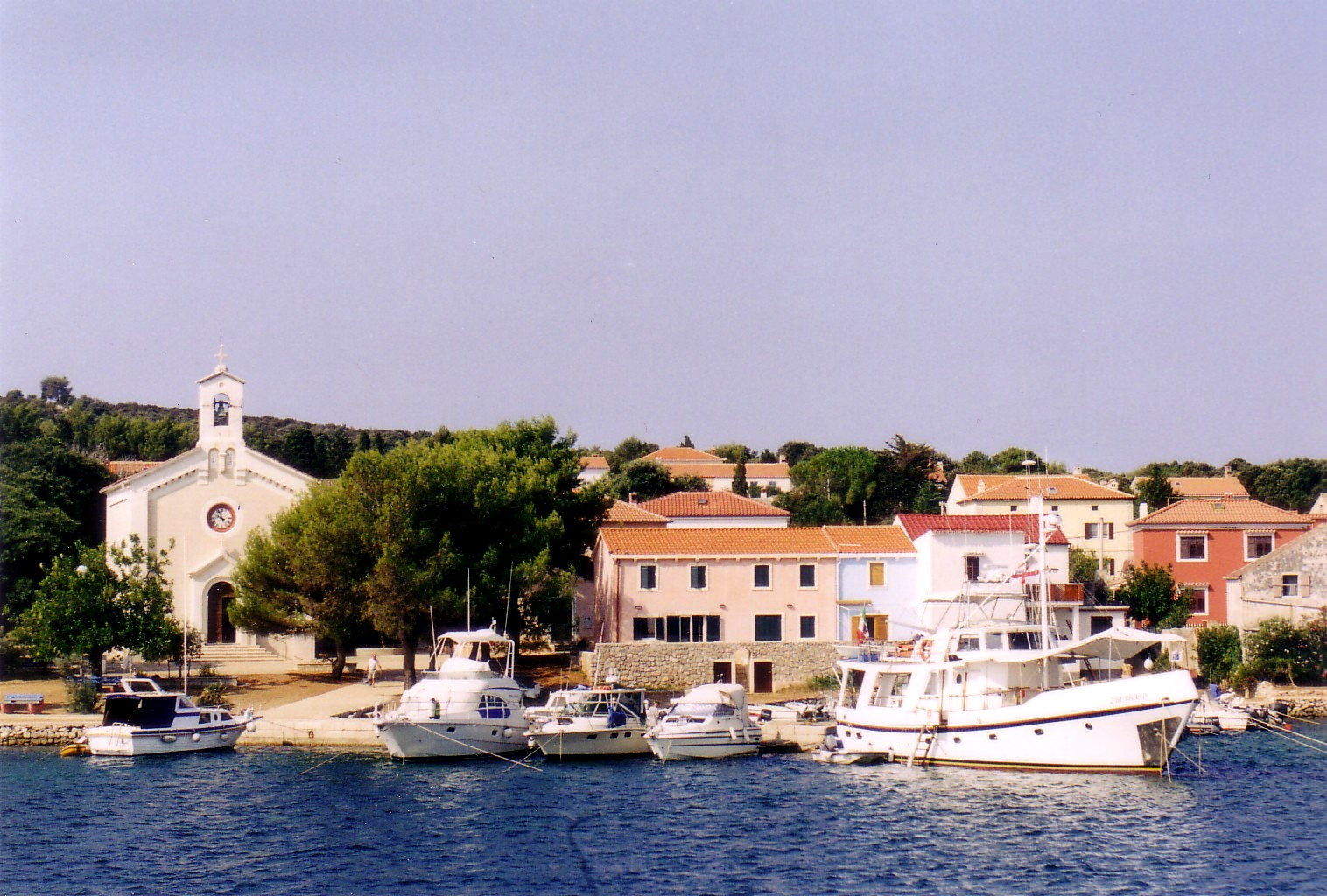
伊洛维克港

伊洛维克岛是克罗地亚亚得里亚海的一个岛屿，是茨雷斯-洛希尼群岛（Cres-Lošinj）的一部分，面积5.8平方公里，位于洛希尼岛南部，与其被伊洛维克海峡隔开。该岛的主要经济活动是农业（绵羊养殖），渔业和旅游业。根据2011年人口普查，该岛有人口85人，即每平方公里14.7人。